# هاري فان بيرن ريتشاردسون
هاري فـان بيرن ريتشاردسون (بالإنجليزية: Harry Van Buren Richardson)‏ هو عالم عقيدة ومدرس أمريكي، ولد في 27 يونيو 1901 في جاكسونفيل في الولايات المتحدة، وتوفي في 13 ديسمبر 1990 في أتلانتا في الولايات المتحدة.